# Barattelli Costruzioni e Restauri 1885
Fratelli Ettore e Carlo Barattelli S.r.l. è un'azienda italiana che opera nel settore delle costruzioni e dell'ingegneria.

## Storia
La famiglia Barattelli, di origine lombarda, si trasferì all'Aquila in seguito al terremoto del 1703, per lavorare nella ricostruzione della città. 
Nel XIX secolo, con Berardo Barattelli che si strutturò la prima azienda edile legata alla famiglia, considerata come una delle prime in Abruzzo; nel secolo seguente, con Germano Barattelli, l'impresa consolidò il proprio prestigio nella provincia dell'Aquila.
I primi riscontri dell'attività dell'azienda risalgono al 1885, anno in cui è testimoniato l'intervento dell'impresa Barattelli Germano & Figli nell'edificazione del palazzo della Cassa di Risparmio (1883-1888) in corso Vittorio Emanuele; qualche decennio più tardi, l'azienda realizzerà anche l'adiacente palazzo dell'Economia (1928-1930), terza porzione del monumentale complesso del Convitto. Al 1930 risale inoltre la costruzione dell'Ospedale San Salvatore nell'area di San Basilio.
La sede aquilana della Banca d'Italia in piazza del Duomo fu edificata tra il 1939 e il 1943: in quell'occasione, Germano Barattelli fu insignito della carica di Censore della Banca, con la dotazione delle chiavi d'accesso al caveau. A quella commessa, seguì la costruzione di tutti gli altri principali uffici cittadini, tra cui la sede del Banco di Napoli. Agli anni seguenti risalgono altre importanti realizzazioni pubbliche ― tra cui il palazzo di via San Bernardino (1947-1950) e l'Intendenza di Finanza (1958) ― e numerosi lavori privati.
Negli anni Settanta l'impresa tentò una diversificazione delle sue attività, aprendo tre stazioni di rifornimento in seguito ad un accordo con la compagnia petrolifera Mobil Oil Italia. In questo periodo la Barattelli si occupò inoltre delle infrastrutture al servizio della nascente stazione sciistica di Campo Felice, tra Lucoli e Rocca di Cambio. Negli anni Ottanta si affacciò nell'ambito del restauro, soprattutto in seguito al terremoto dell'Italia centro-meridionale del 1984 che causò gravi danni nella valle Peligna: a Sulmona, la Barattelli si occupò del consolidamento della Badia Morronese, del complesso dell’Annunziata e della Cattedrale di San Panfilo. Negli anni Novanta l'azienda fu particolarmente attiva nella realizzazione di caserme e distretti militari in Abruzzo.
Agli partire dagli anni Duemila, la Barattelli ha investito nel settore del fotovoltaico con realizzazione di impianti a Scurcola Marsicana e Tagliacozzo. In seguito al terremoto dell'Aquila del 2009, l'impresa è stata attiva in città sia nella fase emergenziale sia nella fase di ricostruzione del patrimonio cittadino.
Oggi la governance dell'azienda dopo la scomparsa del patriarca Giuseppe Barattelli nel 2019 è dei fratelli Ettore e Carlo Barattelli. 